# Jhonatan Rojas
Jhonatan Rojas Restrepo (Pereira, Risaralda, Colombia; 8 de junio de 1988) es un futbolista profesional colombiano nacionalizado español. Juega como volante ofensivo o delantero y su equipo actual es el AEZ Zakakiou de la Primera División de Chipre.

## Clubes
| Club                 | País       | Año           |
| -------------------- | ---------- | ------------- |
| Ariznabarra          | España     | 2006 - 2008   |
| Deportivo Alaves "B" | España     | 2008 - 2009   |
| Harrow Borough       | Inglaterra | 2009-2010     |
| Apollon Limassol     | Chipre     | 2011-2012     |
| AEP Paphos           | Chipre     | 2012-2013     |
| AEZ Zakakiou         | Chipre     | 2014-presente |